# Paraíso (Los Santos)
Paraíso es un corregimiento ubicado en el distrito de Pocrí en la provincia panameña de Los Santos. En el año 2010 tenía una población de 597 habitantes y una densidad poblacional de  personas por 9.3 km².le pertenecen los poblados de La Candelaria y Nuevo Ocú